# Jimmy Nail
Jimmy Nail (de son vrai nom James Michael Aloysius Bradford) né le 16 mars 1954 à Newcastle est un acteur et chanteur britannique, reconnaissable notamment par son très fort accent du Northumberland.

## Biographie
Né fils de James Bradford et Laura Johnson, il commence sa carrière en chantant dans les pubs de Newcastle au sein du groupe les King Crabs, remarqué pour apparaître le plus souvent sur scène avec des vêtements féminins. Peu après ses vingt ans, Jimmy Nail passera six mois en prison pour avoir participé à une bagarre en état d'ébriété après un match de football.
C'est au début des années 1980, qu'il sortira de sa situation précaire notamment grâce à ses apparitions dans la série télévisée Auf Wiedersehen, Pet.

## Apparition télévisées
- À partir de 1983 : Auf Wiedersehen, Pet dans le rôle de Leonard Jeffrey ‘Oz’ Osborne. Premier et deuxième « set » de la série.
- Spender : une série policière ayant pour cadre Newcastle écrite par Ian La Frenais (en) et lui-même.
- Crocodile Shoes où il incarne un musicien.

## Filmographie
- 1985 : Morons from Outer Space.
- 1996 : Evita dans le rôle de Agustín Magaldi.
- 1998 : Still Crazy  dans le rôle de Les.

## Discographie
- 1986... Take It Or Leave It
  - That's The Way Love Is
  - Airwaves
  - Walk Away
  - Your Decision Today
  - Ladies And Gentlemen Of South Africa
  - Rain Burns
  - Further On
  - One More Day
  - Same Again
  - Love Don't Live Here Anymore
- 1992... Growing Up In Public
  - Ain't No Doubt
  - Reach Out
  - Laura
  - Waiting For The Sunshine
  - Real Love
  - Only Love (Can Bring Us Home)
  - Wicked World
  - Beautiful
  - I Believed
  - Absent Friends
- 1994... Crocodile Shoes
  - Crocodile Shoes
  - Calling Out Your Name
  - Cowboy Dreams
  - Once Upon A Time
  - Only One Heart
  - Bitter And Twisted
  - Love Will Find Someone For You
  - Angel
  - Between A Woman And A Man
  - Don't Wanna Go Home
  - Dragons
- 1995... Big River
  - Big River
  - I Think Of You
  - Can't Hold On
  - Right To Know
  - Love
  - What Kind Of Man Am I?
  - Something That We Had
  - What's The Use?
  - Hands Of Time
  - I Wonder (Will I Ever Love Again?)

Sur cet album, Mark Knopfler fait une apparition très remarquée en accompagnant à la guitare le chant de Nail sur Big river : une chronique du déclin de Newcastle et de l'affection de ses habitants pour cette cité.
- 1996... Crocodile Shoes II
  - Country Boy
  - Blue Roses
  - Running Man
  - Fear No Evil
  - I'm A Troubled Man
  - My Buddy
  - Gentle's Lament
  - Still I Dream Of It
  - Just Can't Win
  - Until The Day I Die
  - I Refuse To Lie Down
- 1997... The Nail File: The Best Of Jimmy Nail
  - Love Don't Live Here Anymore
  - Ain't No Doubt
  - Crocodile Shoes
  - Cowboy Dreams
  - Big River
  - Country Boy
  - Blue Roses
  - On This Night Of A Thousand Stars
  - Running Man (Remix)
  - Love
  - Once Upon A Time
  - Dragons
  - Absent Friends
  - Calling Out Your Name
  - Show Me Heaven
  - Black And White
- 1999... Tadpoles In A Jar
  - Tadpoles In A Jar
  - Call And Respond
  - For Good
  - My Friend The Sun
  - The Man Who Used To Be Me
  - Blue Beyond The Grey
  - W.L.T.M. (duet with Eddi Reader)
  - There Goes A Man
  - Where'd You Come From?
  - Down By The Seaside
  - Lost
- 2001... 10 Great Songs And An OK Voice
  - Day After Day
  - Clear White Light
  - Something
  - Walking On The Moon
  - Loves Me Like A Rock
  - The Last Time
  - Overjoyed
  - Lady D'Arbanville
  - House Of The Rising Sun
  - Once In A Lifetime

## Vie privée
Jimmy Nail a publié son autobiographie sous le nom de Northern Soul (Penguin 2004). Il est le frère de  Val McLane, actrice et réalisatrice, entre autres.